# Regianum Peak
Der Regianum Peak (bulgarisch връх Регианум wrach Regianum) ist ein 900 m hoher und größtenteils vereister Berg auf der Brabant-Insel im Palmer-Archipel westlich der Antarktischen Halbinsel. Er ragt 4,25 km südwestlich des Mount Cabeza, 7,7 km westnordwestlich des Petroff Point und 5,9 km nordnordwestlich des Opizo Peak auf. Der Paré-Gletscher liegt nördlich und der Laënnec-Gletscher südlich von ihm. Seine nördlichen Ausläufer sind über den Viamata Saddle mit dem Stavertsi Ridge verbunden.
Britische Wissenschaftler kartierten ihn 1980 und 2008. Die bulgarische Kommission für Antarktische Geographische Namen benannte ihn 2015 nach dem Römerlager Regianum im Nordwesten Bulgariens.